# Кропат, Ромуальд
Ромуальд Кропат (пол. Romuald Kropat; 9 марта 1927, Пружаны Польская Республика (1918—1939) (ныне Брестской области Белоруссии) — 6 июля 2008, Лодзь, Польша) — польский кинооператор и фотограф, педагог. Лауреат Государственной премии ПНР (1955).

## Биография
В 1943—1945 годах работал фотолаборантом в СССР, после войны переехал в Польшу. Учился в Высшей общественно-природоведческой школе (WSSP) в Гданьске.
Выпускник первого выпуска Вы́сшей Госуда́рственной шко́лы кинемато́графа, телеви́дения и теа́тра и́м. Лео́на Ши́ллера в Лодзи (1950). Работал с известными режиссёрами Анджеем Мунком («Человек на рельсах») и Конрадом Наленцким (сериал «Четыре танкиста и собака»).
С 1960 года был членом Союза польских деятелей фотоискусства (ZPAF).
В течение многих лет работал преподавателем кафедры кинематографии в киношколе Лодзи, с 1978 года преподавал также курс фотографии.
Подготовил многих известных операторов и фотографов.
Лауреат ряда наград в области кино и фотографии. В 1960—1970 годы участвовал во многих выставках в стране и за рубежом.
Умер, оставив богатую коллекцию фотографий и негативов.

## Избранные операторские работы
Участвовал в съёмках более 20 художественных, теле- , документальных, короткометражных фильмов и сериалов.
- Две бригады / Dwie brygady (1950)
- Недалеко от Варшавы / Niedaleko Warszawy (1954)
- Звёзды должны гореть / Gwiazdy muszą płonąć (1955)
- Человек на рельсах (1956)
- Ранчо Техас / Rancho Texas (1958)
- Другой человек / Drugi człowiek (1961)
- И ты станешь индейцем / I ty zostaniesz Indianinem (1962)
- Мансарда / Mansarda (1963)
- Зигмунд Валишевский (1897—1936) / Zygmunt Waliszewski (1897—1936) (1964)
- Волчий билет / Wilczy bilet (1964)
- Томек и пёс /Tomek i pies (телесериал, 1965)
- Четыре танкиста и собака (1966,1968-1969) — сериал, серии 1-16
- Дети из нашей школы / Dzieci z naszej szkoly (телесериал, 1968—1969)
- Уршула / Urszula (телефильм, 1970)
- Ягода в городе / Jagoda w miescie (телефильм, 1971)

## Награды
- 1955 — Государственная премия ПНР (в составе творческой группы создателей фильма «Звёзды должны гореть» (Gwiazdy muszą płonąć);
- 1967 — Премия Министерства народной обороны I степени за сериал «Четыре танкиста и собака»;
- 1967 — Премия Министерства культуры и искусства I степени за сериал «Четыре танкиста и собака».